# UFC Fight Night: Jędrzejczyk vs. Penne
UFC Fight Night: Jędrzejczyk vs. Penne è stato un evento di arti marziali miste tenuto dalla Ultimate Fighting Championship svolto il 20 giugno 2015 all'O2 World di Berlino, Germania.

## Retroscena
Nel main event della serata dovevano affrontarsi, nella categoria dei pesi mediomassimi, lo svedese Alexander Gustafsson e il brasiliano Glover Teixeira. Tuttavia, il 1º maggio, Gustafsson venne rimosso dalla card a causa di un infortunio ed a sua volta anche Teixeira venne tolto dall'evento. Successivamente, la UFC decise di far affrontare, nel main event della card, la campionessa dei pesi paglia Joanna Jędrzejczyk e l'ex campionessa dei pesi atomo Invicta FC Jessica Penne in un match valido per il titolo stesso.
Makwan Amirkhani doveva affrontare Diego Rivas. Tuttavia, poco dopo l'annuncio del match, Rivas venne rimosso dalla card senza una specifica ragione. Al suo posto venne inserito Masio Fullen.
L'incontro dei pesi welter tra Sergio Moraes e Peter Sobotta venne inizialmente organizzato per l'evento UFC Fight Night: Gonzaga vs. Cro Cop 2 ma, in seguito, il match venne cancellato a causa dell'infortunio subito da Sobotta. Questo incontro doveva svolgersi per questo evento, tuttavia il 9 giugno Moraes venne rimosso dalla card e sostituito dal nuovo arrivato Steve Kennedy.
Il match dei pesi massimi tra Nikita Krylov e Marcos Rogerio de Lima, che doveva svolgersi per questo evento, venne spostato di una settimana per l'evento The Ultimate Fighter Brazil 4 Finale.
Derek Brunson avrebbe dovuto affrontare Krzysztof Jotko. Tuttavia, il 9 giugno, Brunson subì un infortunio alle costole venendo sostituito da Uriah Hall. Tre giorni dopo Hall venne rimosso dalla card a causa di alcuni problemi con il visto d'ingresso. Jotko venne anch'esso tolto dalla card.
Mike Wilkinson che doveva affrontare Alan Omer, subì l'infortunio ad una spalla e non poté prendere parte all'incontro. Wilkinson venne rimpiazzato dal nuovo arrivato Arnold Allen.

## Risultati
|                                                   | Divisione       |                        |                 |                    | Metodo                                         | Round           | Tempo           | Premio          |
| Card Principale                                   | Card Principale | Card Principale        | Card Principale | Card Principale    | Card Principale                                | Card Principale | Card Principale | Card Principale |
| ------------------------------------------------- | --------------- | ---------------------- | --------------- | ------------------ | ---------------------------------------------- | --------------- | --------------- | --------------- |
| Sfida valida per il titolo di campione indiscusso | Pesi Paglia (F) | Joanna Jędrzejczyk (c) | batte           | Jessica Penne      | KO Tecnico (pugni e ginocchiata)               | 3               | 4:22            | FOTN            |
|                                                   | Pesi Piuma      | Tatsuya Kawajiri       | batte           | Dennis Siver       | Decisione unanime (29-28, 29-28, 29-28)        | 3               | 5:00            |                 |
|                                                   | Pesi Welter     | Peter Sobotta          | batte           | Steve Kennedy      | Sottomissione (rear-naked choke)               | 1               | 2:57            |                 |
|                                                   | Pesi Leggeri    | Nick Hein              | batte           | Lukasz Sajewski    | Decisione unanime (30-27, 30-27, 30-27)        | 3               | 5:00            |                 |
| Card Preliminare                                  |                 |                        |                 |                    |                                                |                 |                 |                 |
|                                                   | Pesi Piuma      | Makwan Amirkhani       | batte           | Masio Fullen       | Sottomissione (rear-naked choke)               | 1               | 1:41            |                 |
|                                                   | Pesi Leggeri    | Mairbek Taisumov       | batte           | Alan Patrick       | KO Tecnico (calcio alla testa e pugni)         | 2               | 1:30            | POTN            |
|                                                   | Pesi Piuma      | Arnold Allen           | batte           | Alan Omer          | Sottomissione (ninja choke)                    | 3               | 1:41            | POTN            |
|                                                   | Pesi Piuma      | Noad Lahat             | batte           | Niklas Backstrom   | Decisione di maggioranza (28-28, 29-28, 29-28) | 3               | 5:00            |                 |
|                                                   | Pesi Medi       | Scott Askham           | batte           | Antonio dos Santos | KO Tecnico (ginocchiate e pugni)               | 1               | 2:52            |                 |
|                                                   | Pesi Leggeri    | Magomed Mustafaev      | batte           | Piotr Hallmann     | KO Tecnico (stop medico)                       | 2               | 3:24            |                 |
|                                                   | Pesi Gallo      | Taylor Lapilus         | batte           | Ulka Sasaki        | KO Tecnico (pugni)                             | 2               | 1:26            |                 |

## Premi
I lottatori premiati ricevettero un bonus di 50.000 dollari.
Legenda:
- FOTN: Fight of the Night (vengono premiati entrambi gli atleti per il miglior incontro dell'evento)
- POTN: Performance of the Night (viene premiato il vincitore per la migliore performance dell'evento)

## Incontri Annullati
|  | Divisione         |                      |        |                        | Motivo                                        |
|  | ----------------- | -------------------- | ------ | ---------------------- | --------------------------------------------- |
|  | Pesi Mediomassimi | Alexander Gustafsson | contro | Glover Teixeira        | Gustafsson subì un infortunio                 |
|  | Pesi Piuma        | Makwan Amirkhani     | contro | Diego Rivas            | Rivas venne rimosso dalla card                |
|  | Pesi Welter       | Sérgio Moraes        | contro | Peter Sobotta          | Moraes venne rimosso dalla card               |
|  | Pesi Mediomassimi | Nikita Krylov        | contro | Marcos Rogerio de Lima | L'incontro venne spostato per un altro evento |
|  | Pesi Medi         | Derek Brunson        | contro | Krzysztof Jotko        | Brunson subì un infortunio                    |
|  | Pesi Medi         | Uriah Hall           | contro | Krzysztof Jotko        | Hall ebbe problemi con il visto               |
|  | Pesi Piuma        | Mike Wilkinson       | contro | Alan Omer              | Wilkinson subì un infortunio                  |